# Stromanthe tonckat
Stromanthe tonckat là một loài thực vật có hoa trong họ Marantaceae. Loài này được (Aubl.) Eichler miêu tả khoa học đầu tiên năm 1884.

## Hình ảnh

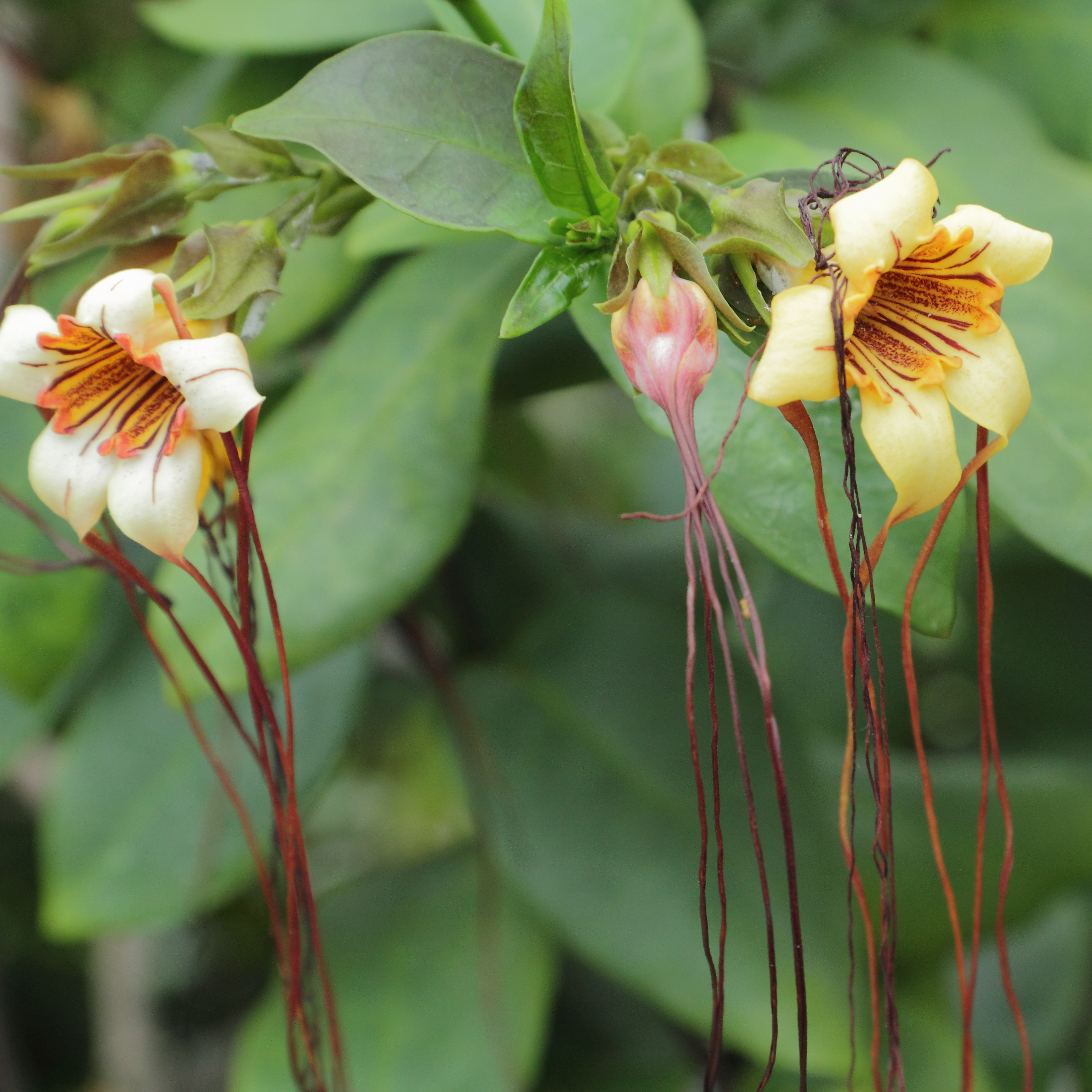